# Céramique de Sultanabad
La céramique de Sultanabad, désignée parfois sous le terme de  céramique « dite de Sultanabad », est une céramique à décor peint sous glaçure incolore développée à l'époque de la domination mongole sur l'Iran au XIIIe siècle et XIVe siècle sous le règne des Ilkhanides.

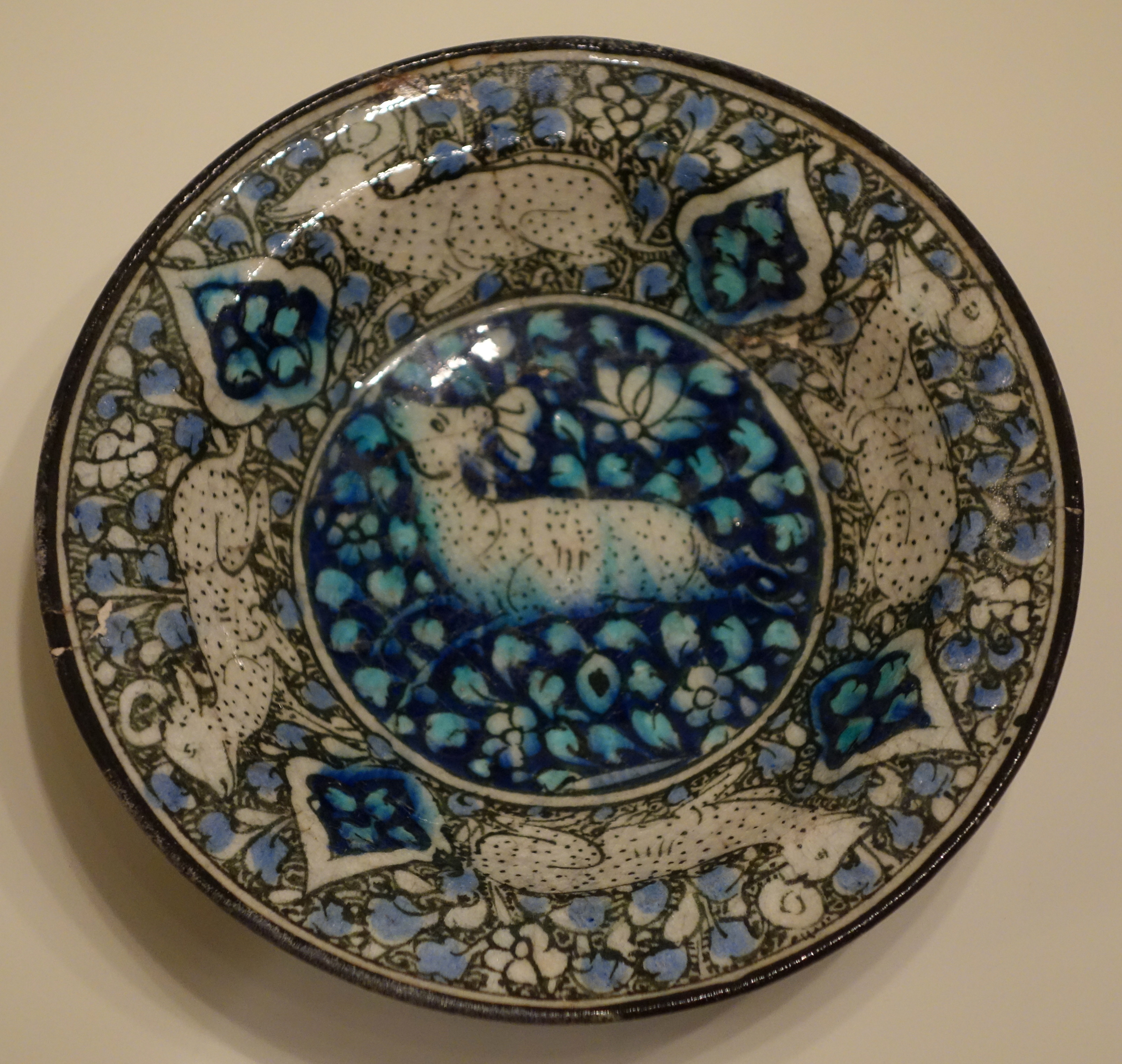
Type de décor avec glaçures bleu : Bol aux quadrupèdes.

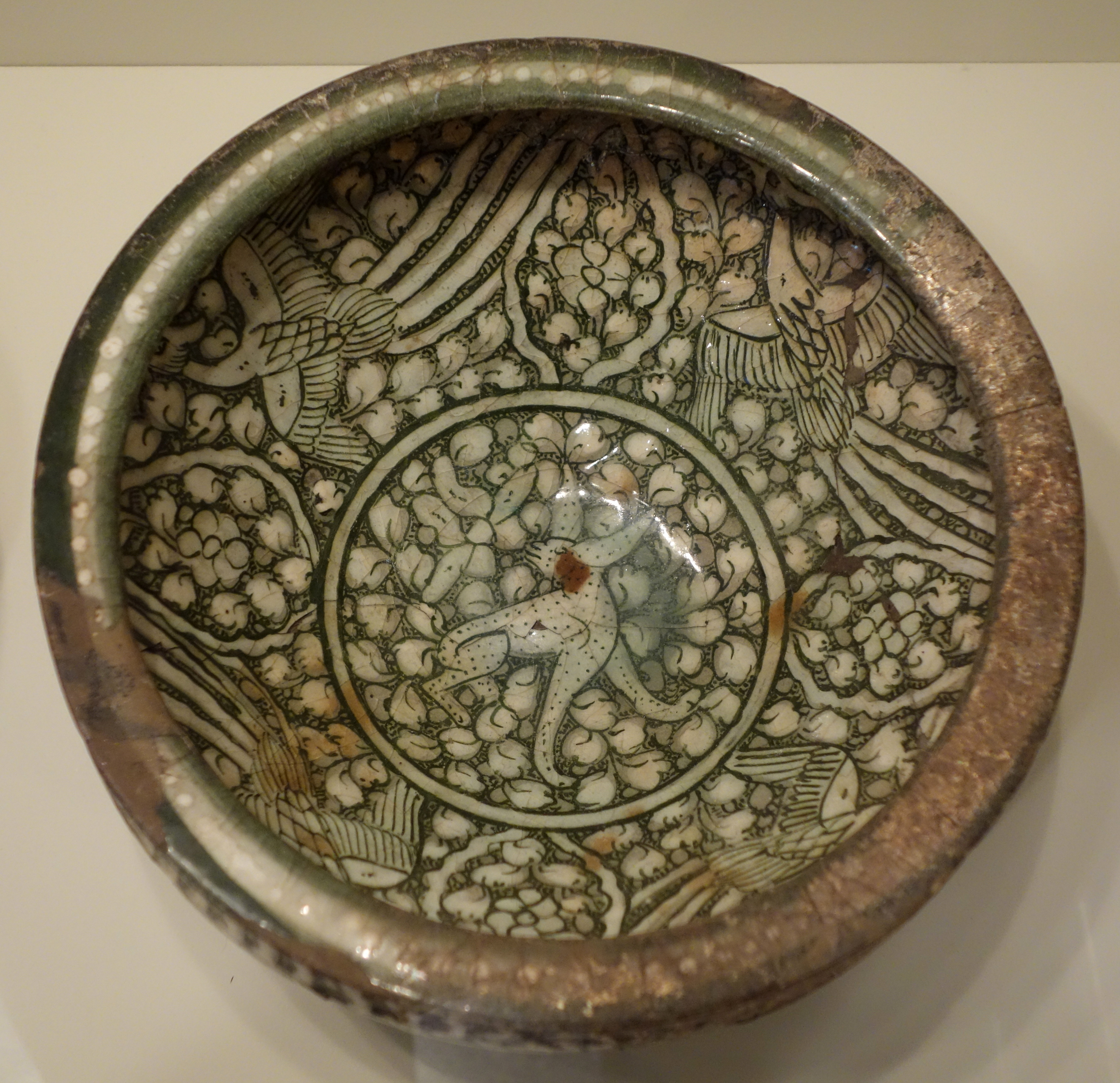
Type de décor avec effets de grisailles : Bol au lièvre et aux phoenix.

## Découverte
C'est à Sultanabad (aujourd'hui appelée Arak), située sur la route reliant Hamadan à Ispahan, que l'on a retrouvé de nombreuses pièces de ce type, sans que nous disposions d'éléments permettant d'affirmer que cette céramique était produite sur place : en effet, on n'y a  découvert aucune trace de fours, mais, selon Soustiel, les spécialistes ont conservé cette appellation car elle présente l'avantage de la commodité pour désigner ce type de production. Au début des années 2010, des recherches montrent que la question de l'origine n'est pas encore tranchée.

## Le décor
On trouve généralement deux types de décors : 
- Un décor dessiné en noir avec des effets ombrés de grisaille, appliqué sur un engobe blanc, avec des glaçures bleu pâle ou turquoise ;
- Un engobe blanc qui disparaît  sous un engobe verdâtre ou gris, avec un décor peint en noir et des effets de grisaille, et l'apparition de motifs en léger relief (à partir d'un engobe blanc).
Le revers des pièces est très souvent constitué de grandes arcatures blanches et noires.
Les motifs décoratifs comprennent des éléments végétaux, et selon les cas, des animaux ou des personnages. Les éléments végétaux peuvent former un fond tapissant une grande partie de la pièce avec de petites feuilles échancrées (feuilles de lotus par exemple) , arrondies ou triangulaires, souvent disposées en semis, pouvant être stylisées et se transformer ainsi en ocelles. Les animaux, au corps souvent marqués de points, peuvent être réels  (lièvres, oies, capridés...) ou imaginaires (phénix, harpies,..). Les personnages ont un visage typiquement mongol, et occupent une place centrale, leurs vêtements  sont également marqués de points.

## Quelques œuvres

Quelques céramiques de Sultanabad
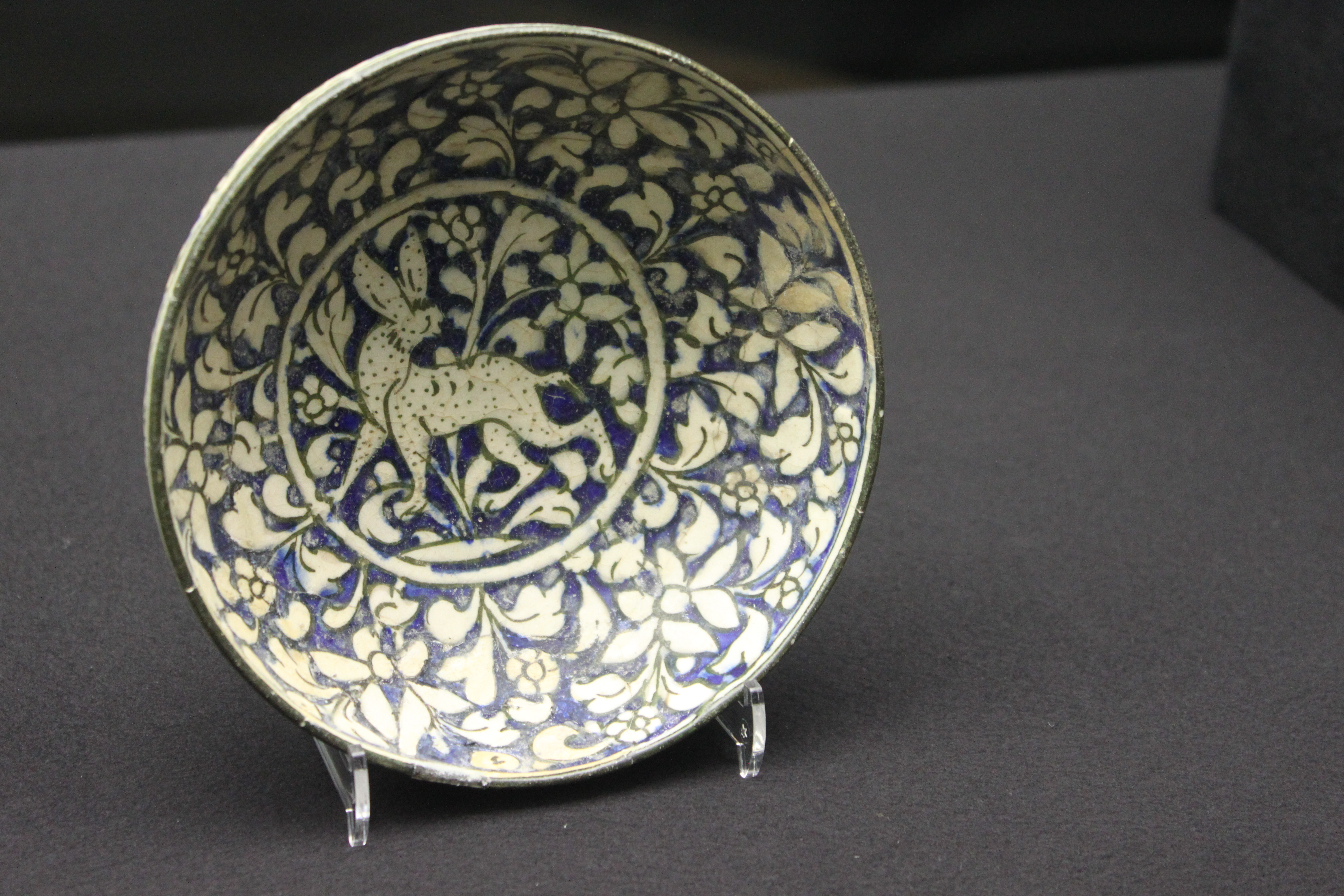
Coupe hémisphérique au lièvre, musée Ariana, Genève[8].
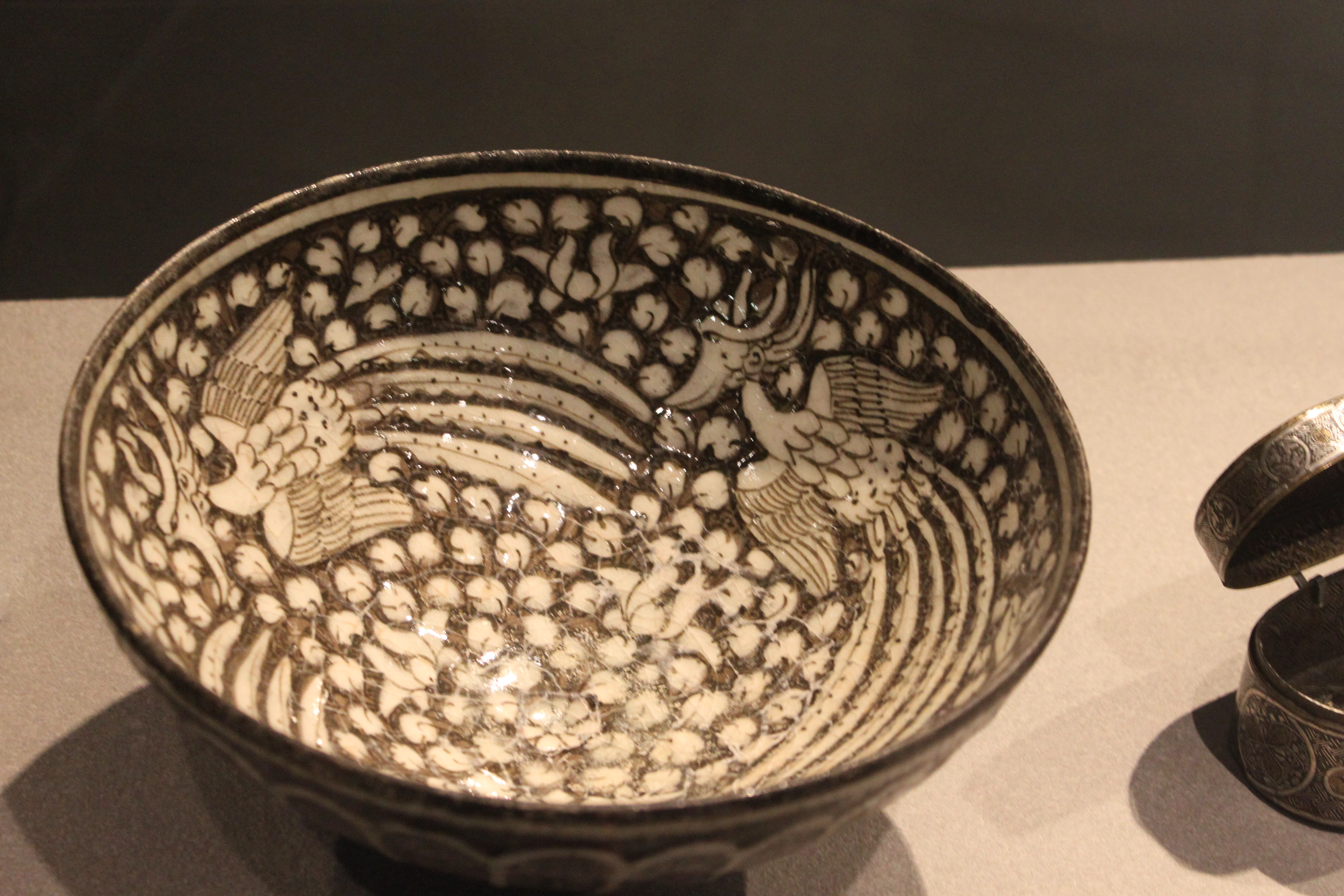
Coupe aux 3 phénix, musée du Louvre[9].
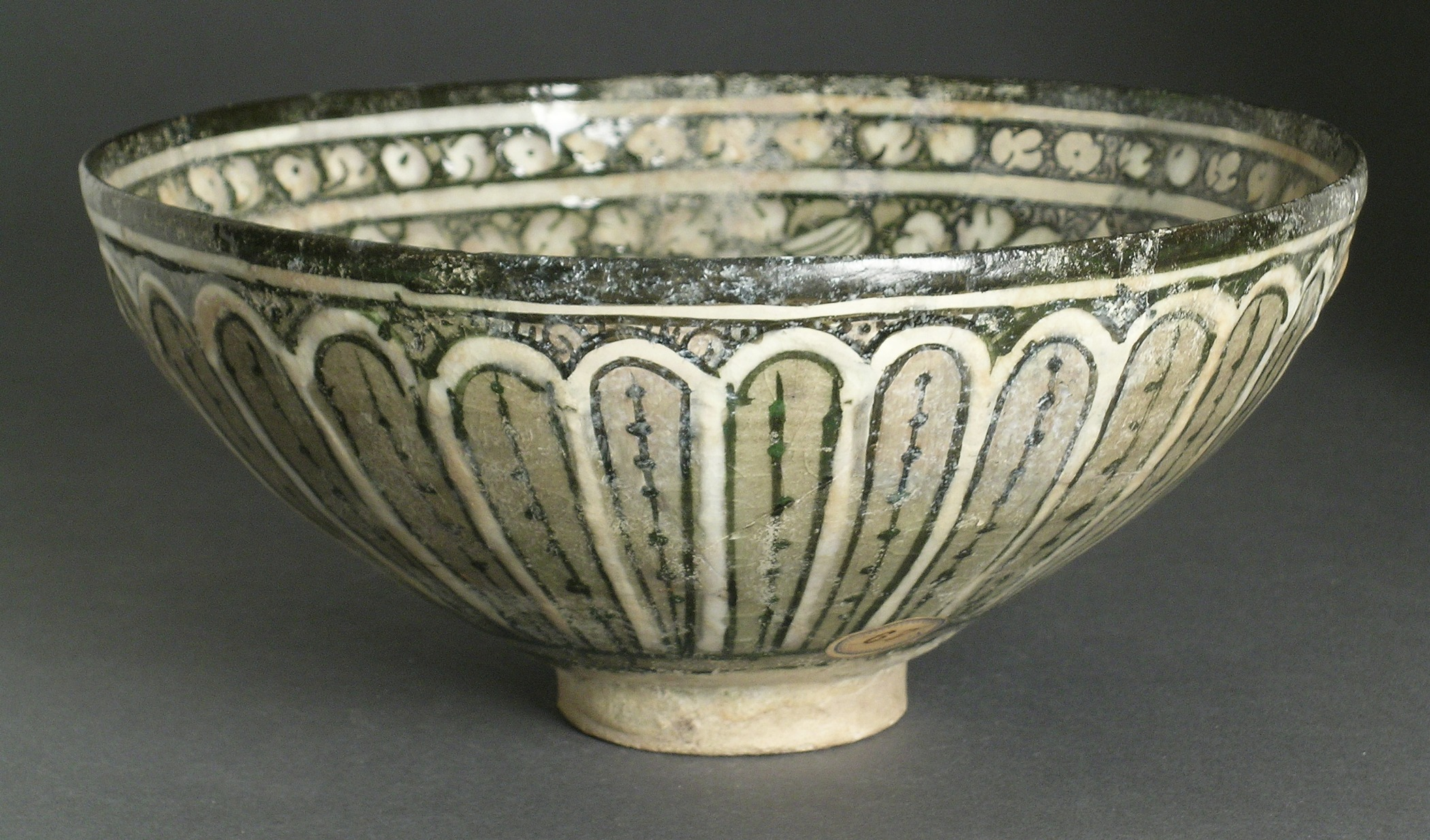
Bol au personnage et aux 4 phénix (revers), LACMA[10].
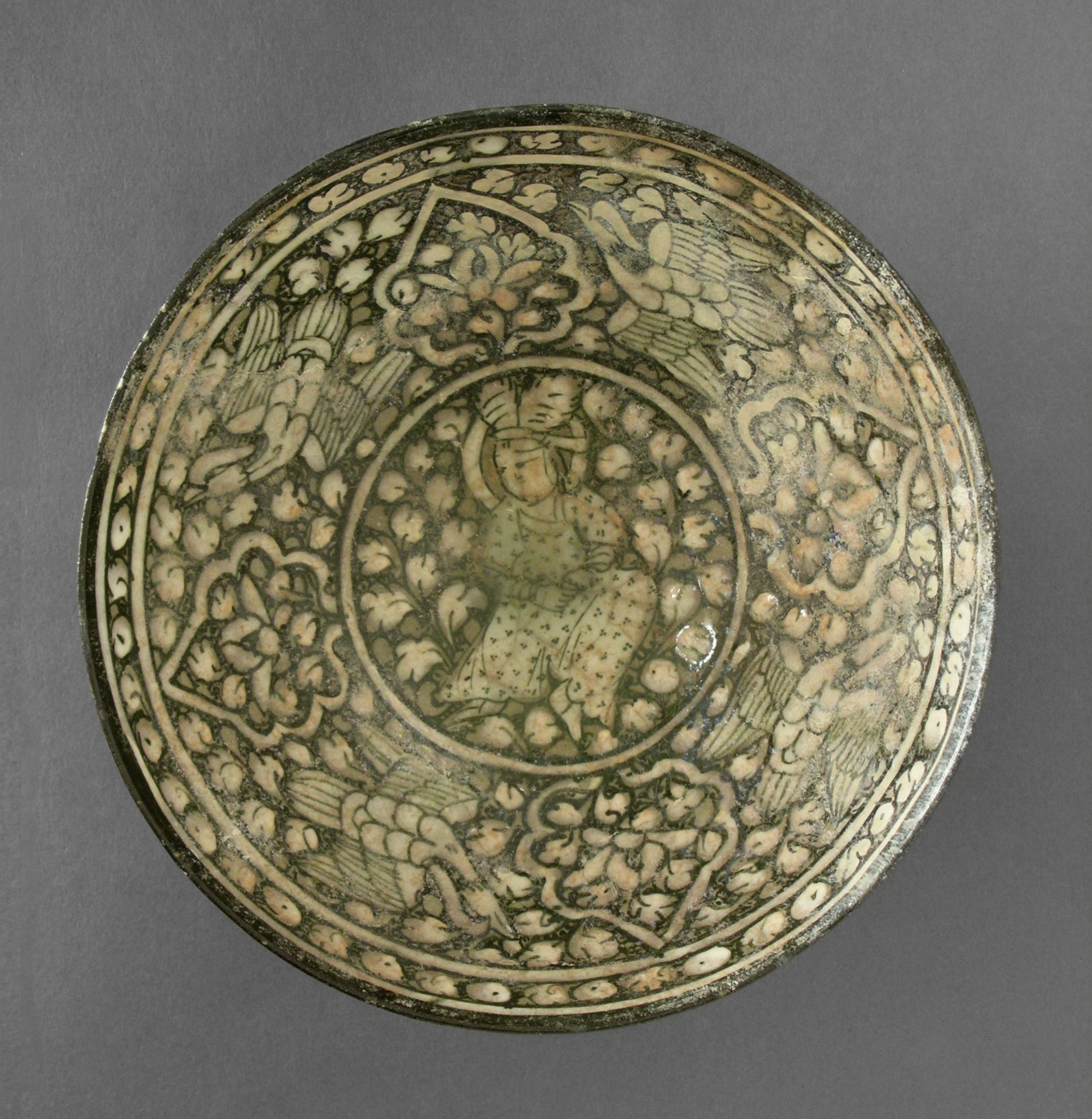
Bol au personnage et aux 4 phénix (intérieur), LACMA[10].
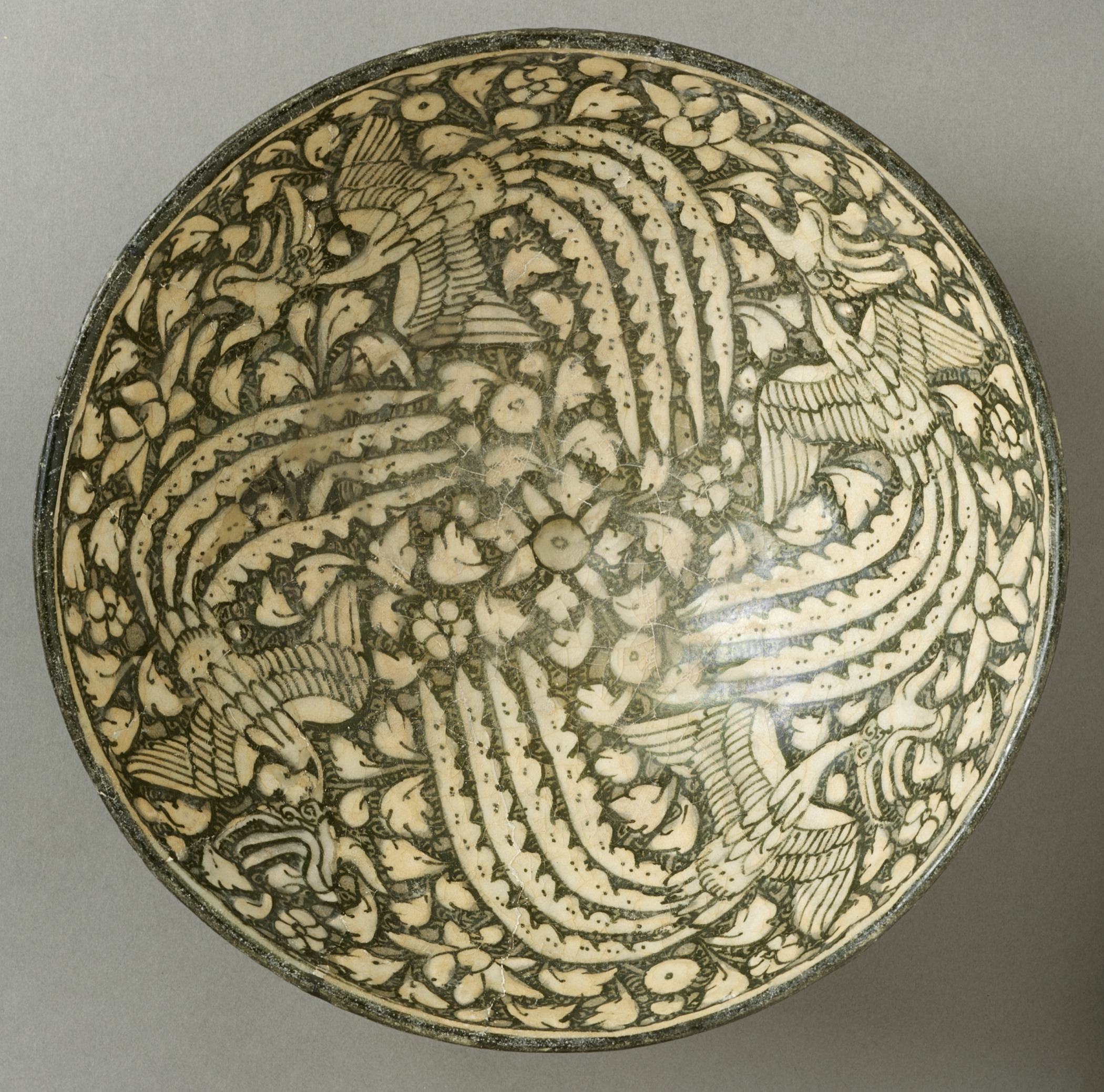
Bol aux 4 phénix, LACMA[11].
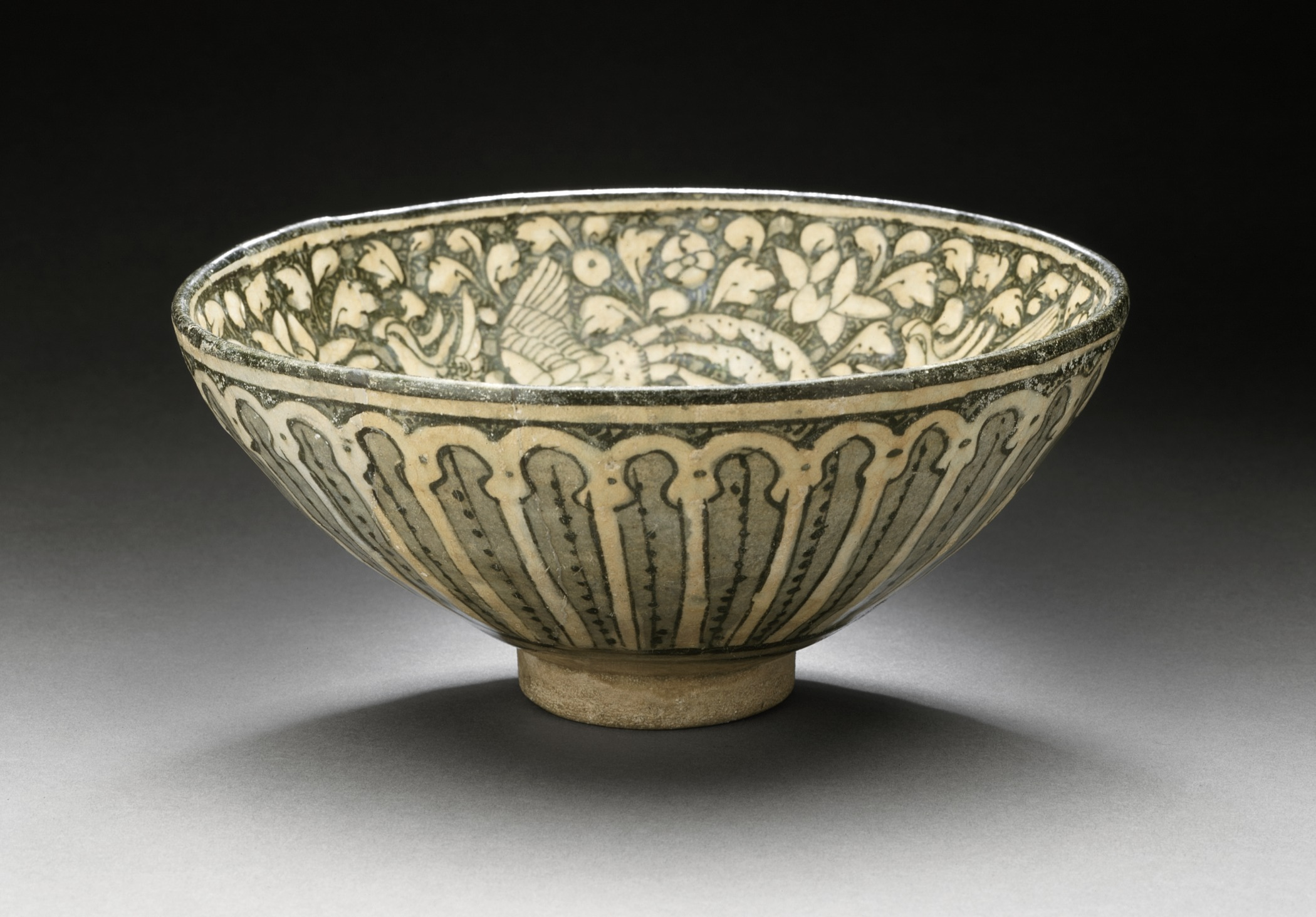
Bol aux 4 phénix (revers), LACMA[11].
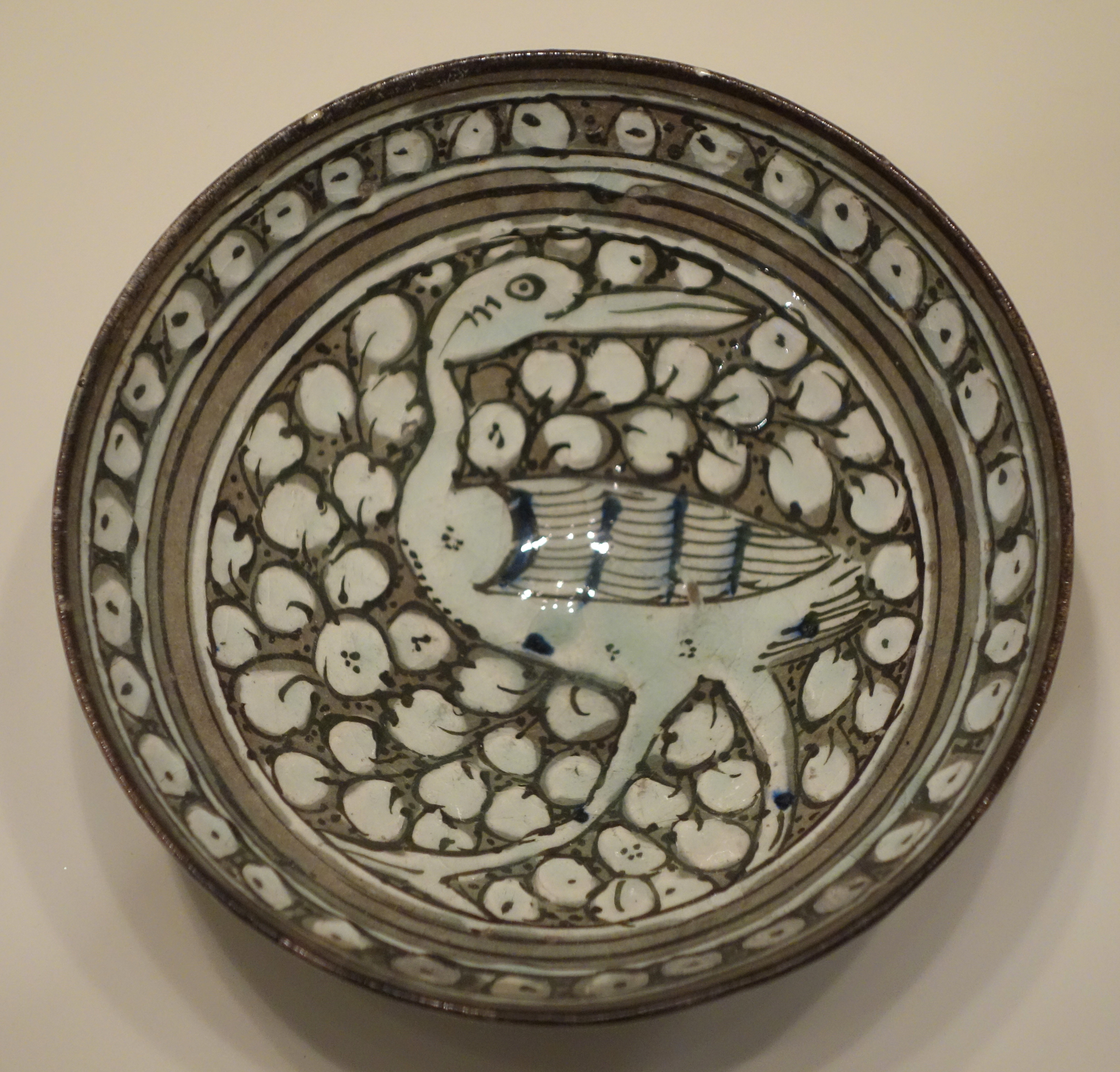
Bol à l'oiseau, Cincinnati Art Museum[12].
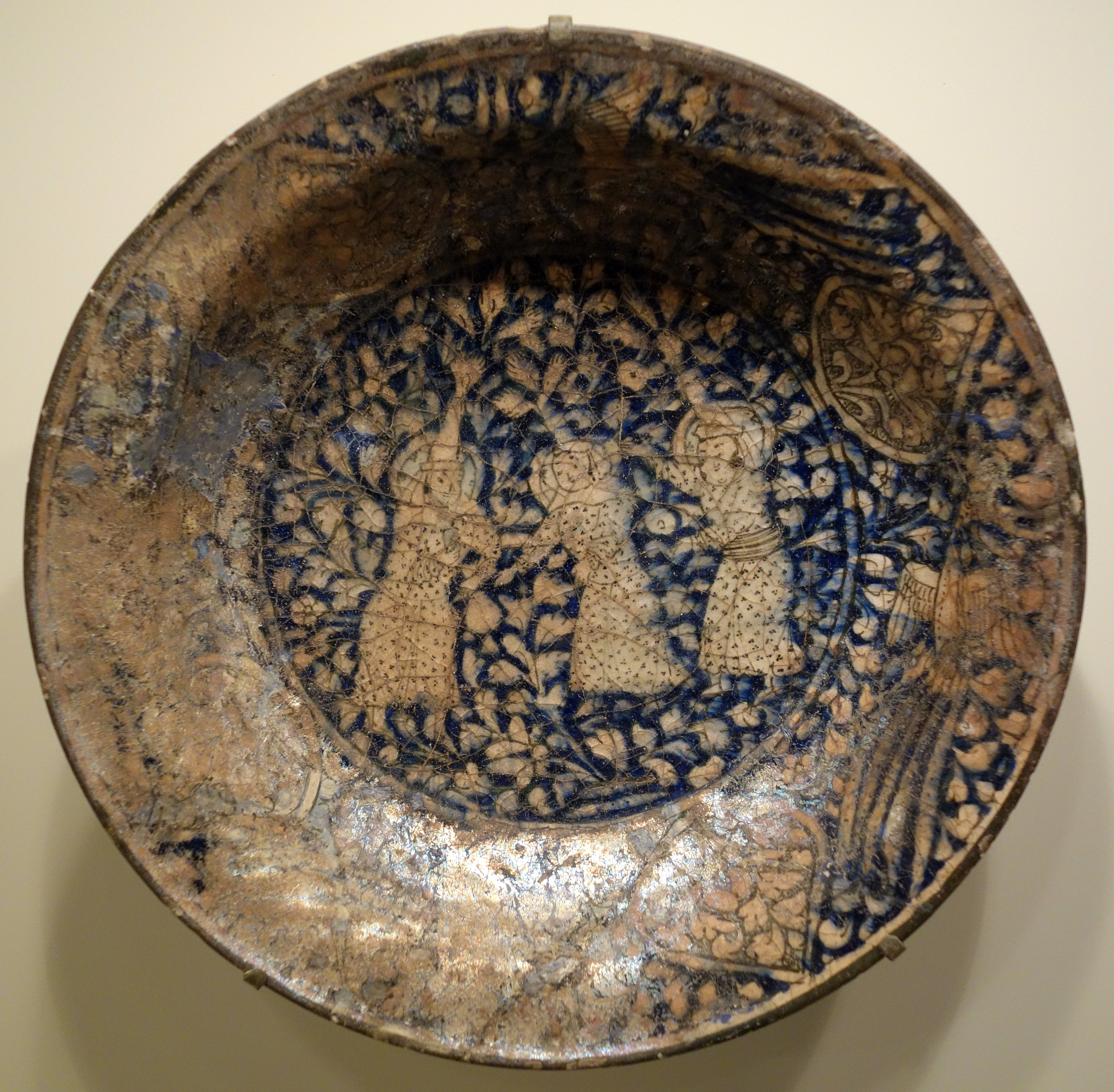
Bol aux derviches dansant, Cincinnati Art Museum[12].

## Expansion géographique du style

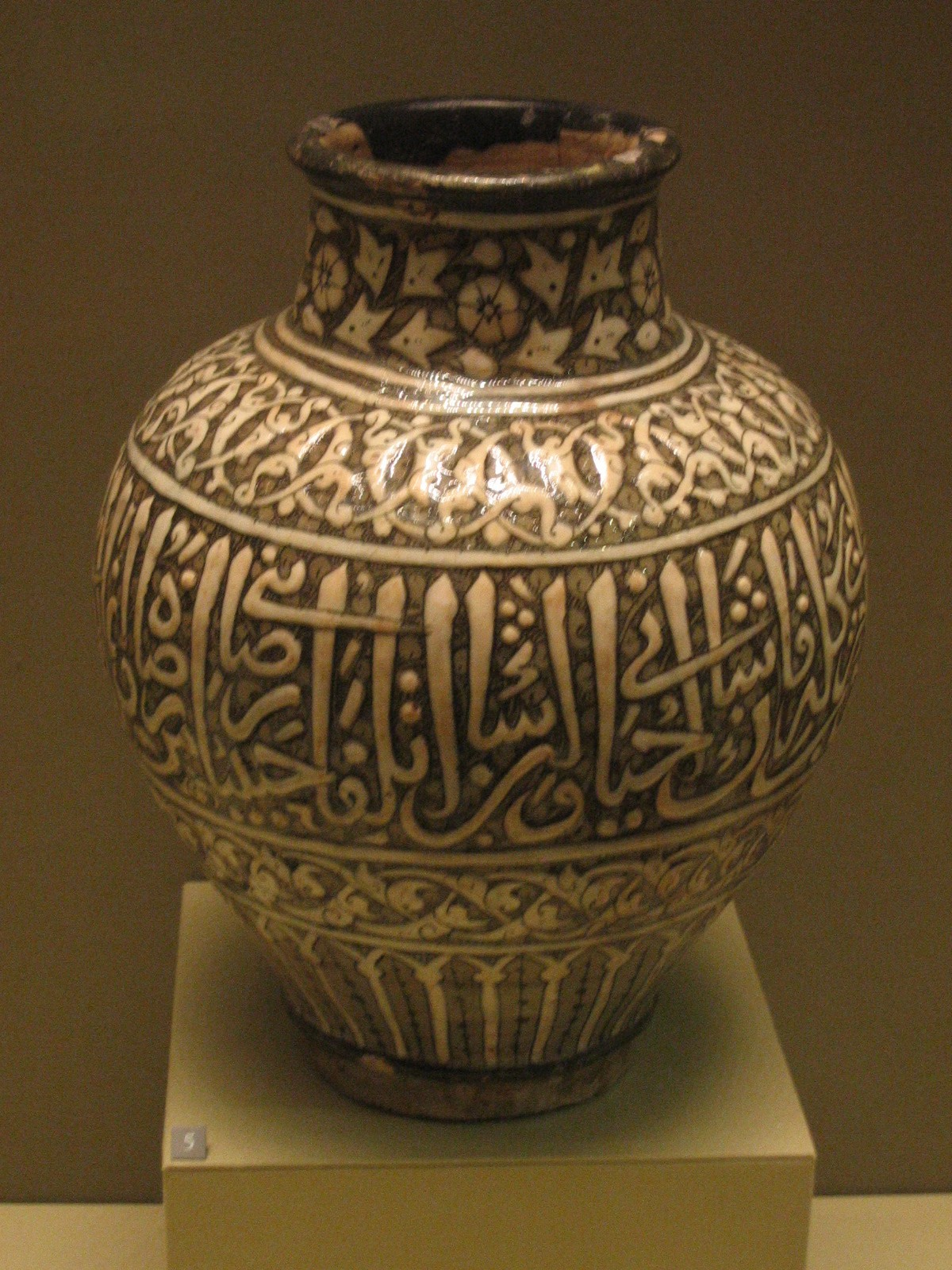
Vase à inscription poétique de style « pseudo Sultanabad », Syrie ou Égypte, première moitié du XIVe siècle, inventaire MAO 618, musée du Louvre, Paris

Certaines coupes retrouvées à Saray-la-Neuve, dominée alors par la Horde d'or,  ressemblent  à la céramique de Sultanabad  mais  le résultat est moins élaboré.
Le style de Sultanabad est repris dans des productions du XIVe siècle  à l'époque mamelouke dans la région  de l'Égypte et de la Syrie. Le vase ci-contre (Musée du Louvre) en est un exemple : le bandeau calligraphique, en écriture arabe de style thuluth, n'est pas caractéristique de l'art iranien ; il en est de même pour les deux frises de palmettes entrelacées au-dessus et en-dessous du bandeau. Par contre, on retrouve des caractéristiques de la céramique de Sultanabad : arcatures à la base, feuilles dentelées sur le col, engobe gris...). Les deux types de production étant assez semblables, le sujet était encore discuté au début des années 2010,.